# John Chin

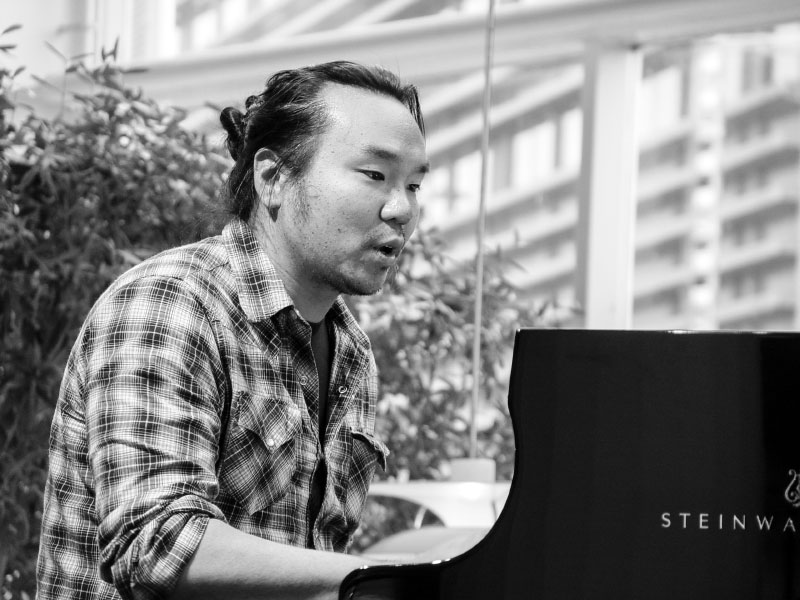
John Chin

John Chin (* 10. Februar 1976 in Seoul) ist ein US-amerikanischer Jazzmusiker (Piano, Komposition, auch Keyboard) des Modern Jazz.

## Leben und Wirken
Chin hatte mit 14 Jahren Unterricht in Jazz im Early Entrance Program an der California State University; anschließend erwarb er bereits mit 19 Jahren den Bachelor of Arts in Musik, bevor er seine Studien an der University of North Texas fortsetzte, um dann an der Rutgers University den Master zu erwerben. Dort hatte er Unterricht bei Kenny Barron; einen weiteren Abschluss erwarb er an der Juilliard School. Er hat ein eigenes Tonstudio im Brooklyner Viertel Prospect Park. Ab 2013 arbeitete Chin als Musikpädagoge in einem Programm der Carnegie Hall mit Strafgefangenen bzw. mit jungen Müttern in Krankenhäusern.
Daneben trat Chin auch auf internationaler Ebene als Musiker und Bandleader auf, u. a. mit Ron Carter, Benny Golson, Irvin Mayfield, Jaimeo Brown, Gregory Tardy, Marianne Solivan, Mark Turner, Dayna Stephens, Joel Frahm, John Ellis, Chris Cheek, Yasushi Nakamura und Rudy Royston. Unter eigenem Namen legte Chin bislang drei Alben mit Eigenkompositionen vor, zunächst 2008 Blackout Conception (mit Mark Turner als Gastsolisten), gefolgt von Undercover (2014) und FIFTH (2016). Im Bereich des Jazz war er laut Tom Lord zwischen 2005 und 2015 an sechs Aufnahmesessions beteiligt. Gegenwärtig (2019) leitet er ein Trio mit Sean Conly (Bass) und Darrell Green (Schlagzeug).

## Diskographische Hinweise
- Blackout Conception (Fresh Sound New Talent, 2007), mit Alexis Cuadrado, Chris Higgins, Bill Campbell, Mark Turner
- Undercover (bjurecords, 2014), mit Orlando le Fleming, Dan Rieser
- Mary MacKenzie / John Chin: John Harbison: Songs After Hours (Albany 2015)
- Fifth (2016), mit Stacy Dillard, Tivon Pennicott, Spencer Murphy, Lawrence Leathers